# Tarzan the Fearless
Tarzan the Fearless (bra Tarzan, o Destemido) é um seriado estadunidense de 1933, gênero aventura, dirigido por Robert F. Hill, em 12 capítulos, estrelado por Buster Crabbe, Jacqueline Wells, E. Alyn Warren e Mischa Auer. A história foi escrita por Basil Dickey, George H. Plympton e Walter Anthony, baseada no personagem criado por Edgar Rice Burroughs. Produzido por Sol Lesser Productions e distribuído pela Principal Distributing Corporation, foi lançado, além da forma de seriado em 12 capítulos, em uma versão longa-metragem de 71 minutos, que compreendia os quatro  primeiros capítulos do seriado. O lançamento em ambas as versões foi em 11 de agosto de 1933.
A versão do filme disponível ao público, atualmente, é uma versão em 86 minutos (que compreende os primeiros quatro capítulos e o capítulo final), que foi lançada no Reino Unido, pela Wardour Films, em 1933. A versão completa original é considerada perdida.
Foi o primeiro seriado de Buster Crabbe, e foi a única vez que personificou Tarzan. Co-estrelou com Jacqueline Wells, atriz que mais tarde mudou seu nome para Julie Bishop.

## Sinopse
Tarzan resgata o Dr. Brooks, um velho cientista, que fora preso pelos seguidores de Zar, “Deus dos Dedos de Esmeralda”, na cidade perdida. Mary Brooks, sua filha, e Bob Hall também tinham sido capturados, pelos vilões e guias do safari, Jeff Herbert e Nick Moran.
Tarzan vai em auxílio de Mary, mas logo todos são capturados pelo povo de Zar e por Eltar, seu sumo sacerdote. Jeff e Nick são mortos, mas os outros ficam livres para ir, desde que nunca mais voltem.
Maria e seu pai decidem ficar com Tarzan, ao invés de retornar à civilização com Bob Hall.

## Elenco
- Buster Crabbe … Tarzan
- Jacqueline Wells (Julie Bishop) … Mary Brooks
- E. Alyn Warren … Dr. Brooks, pai de Mary
- Mischa Auer … Eltar, sacerdote de Zar
- Edward Woods … Bob Hall, amigo de Mary e do Dr. Brooks
- Philo McCullough … Jeff Herbert, guia do safari
- Matthew Betz … Nick Moran, guia do safari
- Frank Lackteen ... Abdul

## Produção
O produtor Sol Lesser adquirira os direitos sobre 5 filmes de Tarzan de Edgar Rice Burroughs de um produtor independente em 1928. Esse produtor falira e foi considerado que o contrato já caducara, porém, devido à formulação do contrato, os tribunais ficaram a favor de Lesser, considerando o contrato válido. Lesser anunciou sua produção do Tarzan durante as filmagens de Tarzan the Ape Man, da MGM. A MGM pagou a Lesser para atrasar a produção até que o seu filme fosse lançado. Tarzan the Fearless foi a primeira produção de Lesser sobre Tarzan. Lesser nunca mais fez seriados com os direitos adquiridos, tendo preferido fazer longa-metragens. Burroughs havia garantido à MGM que seu contrato era exclusivo, e a produção do rival foi um embaraço. No entanto, apesar dos problemas iniciais, Lesser e Burroughs tornaram-se amigos e mais tarde trabalharam em uma produção de cinco filmes.
A série era extremamente “bruta” e quase desprovido de música, com “pobreza sonora”. Uma trilha sonora foi mais tarde retirada de velhos westerns e alguns minutos silenciosos (sem efeitos sonoros, nem música ou diálogo), com sons de animais distantes. O nome de trabalho do seriado foi Tarzan the Invincible, mas foi lançado como Tarzan the Fearless.

### Escolha do elenco

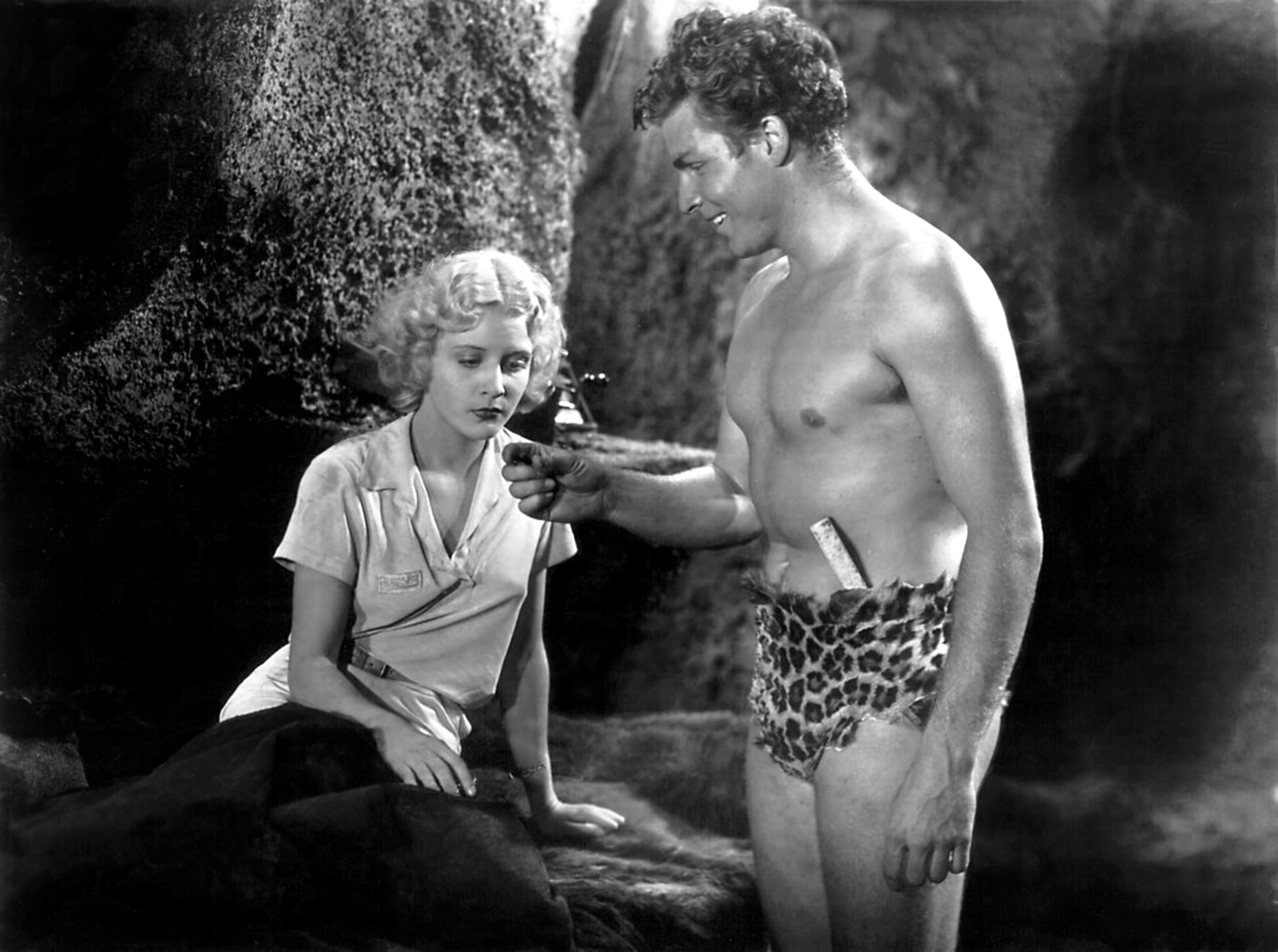
Cena do seriado Tarzan the Fearless, apresentando Jacqueline Wells (Julie Bishop) & Buster Crabbe.

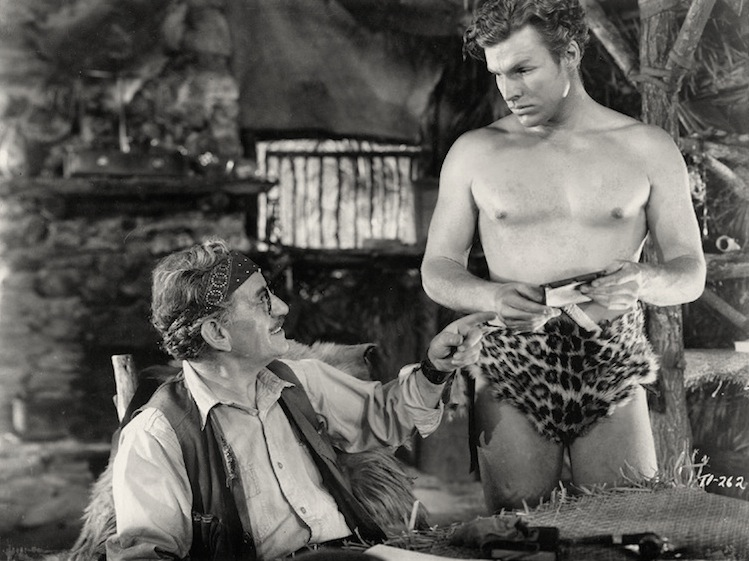
Cena do seriado Tarzan the Fearless, apresentando E. Alyn Warren & Buster Crabbe

O contrato de Lesser incluía uma cláusula em que Tarzan deveria ser interpretado por James Pierce, genro de Burroughs e estrela do filme Tarzan and the Golden Lion de 1927. Pierce tinha casado com Joan Burroughs em 8 de agosto de 1928, e Edgar Rice Burroughs incluíra a cláusula no contrato, como um presente de casamento. Lesser queria um atleta mais talhado para o personagem e estava chocado com a ideia de ter o ex-futebolista Pierce como Tarzan. Ele insistiu que iria fazer do filme uma comédia e prejudicaria o personagem. Burroughs respondeu que sua escolha era Pierce, e que nada parecia ser capaz de ferir Tarzan como personagem. Lesser na verdade tinha um roteiro de comédia escrito por Correy Ford com Jane no papel masculino, mas não estava feliz com tal roteiro. Lesser enganou Pierce para que desistisse do papel, oferecendo-lhe $5.000 e um teste na MGM, que Pierce ingenuamente aceitou. O teste acabou sendo a leitura de um solilóquio de William Shakespeare, para o qual ele não estava preparado, e Pierce jamais trabalhou para a MGM.
Lesser queria o atleta Johnny Weissmuller para personificar Tarzan. Na época, a Paramount Pictures lançara King of the Jungle, em 1933, com Buster Crabbe como “Kaspa the Lion Man”, que chamara a atenção de Lesser. Como Weissmuller, Crabbe também eram um nadador olímpico, e encaixava nas exigências da produção. Lesser o contratou "emprestando-o” da Paramount Pictures. Buster Crabbe realmente tinha sido testado para o papel de Tarzan na MGM, em 1931, mas, em suas próprias palavras, “o teste não fora justo”. O estúdio fizera um teste rápido do grupo durante as filmagens de Thats My Boy (1932), mas “não dera a qualquer um de nós uma chance”. Crabbe e Weissmuller foram amigos por muitos anos, no entanto, a rivalidade foi fortemente divulgada, o que divertia os dois.
Lesser insistiu para que Crabbe interpretasse Tarzan no mesmo estilo monossilábico de Weissmuller. Para fazer conexão entre as produções separadas, Lesser incluiu o personagem da chimpanzé Cheeta no elenco. No entanto, para diferenciar da produção da MGM, não foi incluída a Jane no seriado, e o interesse amoroso de Tarzan foi Mary Brooks. Ela está procurando por seu pai desaparecido, Dr Brooks, que for a capturado pelos seguidores de Zar, “deus dos dedos de esmeraldas”. Jacqueline Wells (posteriormente Julie Bishop) interpretou Mary Brooks; ela era uma obscura atriz na época.

## Cheeta
Jiggs, um chimpanzé macho nascido em 1929 e treinado por Tony e Jacqueline Gentry originalmente fazia o papel de Cheeta, especialmente nos dois primeiros filmes de Tarzan de Johnny Weissmuller, Tarzan the Ape Man (1932) e Tarzan and His Mate (1934), assim como nos seriados Tarzan the Fearless (1933) e The New Adventures of Tarzan (1935).
O ator David Holt, aos 6 anos de idade fez o dublê humano de Cheeta em Tarzan the Fearless (1933), mas não foi creditado.

## Lançamento
Simultaneamente ao seriado, foi lançada uma versão em 71 minutos, porém não completa, apenas resumindo os quatro primeiros capítulos. O seriado completo compreendia 12 capítulos.
A versão do filme disponível ao público, hoje, é uma versão em 86 minutos (que compreende os primeiros quatro capítulos e o capítulo final) que foi lançada no Reino Unido em 1933. A versão completa original é considerada perdida.

## Recepção crítica
Muitos cinemas só lançaram a versão de 71 minutos, sem os capítulos seguintes. Isto levou a uma experiência confusa e insatisfatória e o filme recebeu críticas negativas. William Tray, escrevendo para The Nation and Atheneum, em Londres, considerou: "Se os livros de Tarzan de Burroughs podem não estar ao alcance de uma mente de oito anos, as versões filmadas podem ter reduzido a idade limite para três ou quatro anos. Na verdade, mesmo uma criança inteligente pode achar embaraçosa a maneira com que um jovem e infeliz atleta chamado Buster Crabbe salta de árvore em árvore, acaricia macacos sintéticos de Hollywood e faz ruídos terrivelmente desumanos".

## Capítulos
1. The Dive of Death
2. The Storm God Strikes
3. Thundering Death
4. The Pit of Peril
5. Blood Money
6. Voodoo Vengeance
7. Caught By Cannibals
8. The Creeping Terror
9. Eyes of Evil
10. The Death Plunge
11. Harvest of Hate
12. Jungle Justice

Fonte: